# Oxyopes sertatoides
Oxyopes sertatoides är en spindelart som beskrevs av Xie och Kim 1996. Oxyopes sertatoides ingår i släktet Oxyopes och familjen lospindlar. Inga underarter finns listade i Catalogue of Life.